# Nio ES7
Der Nio ES7 ist ein batterieelektrisches SUV des chinesischen Automobilherstellers Nio.

## Geschichte
Vorgestellt wurde das Fahrzeug im Mai 2022. Auf dem chinesischen Heimatmarkt wird es seit Juni 2022 verkauft und seit August 2022 ausgeliefert. Die Version für Europa debütierte im Oktober 2022 und wird seit Januar 2023 ausgeliefert. Hier wird der Wagen wegen Namensrechtsansprüchen von Audi als Nio EL7 vermarktet.

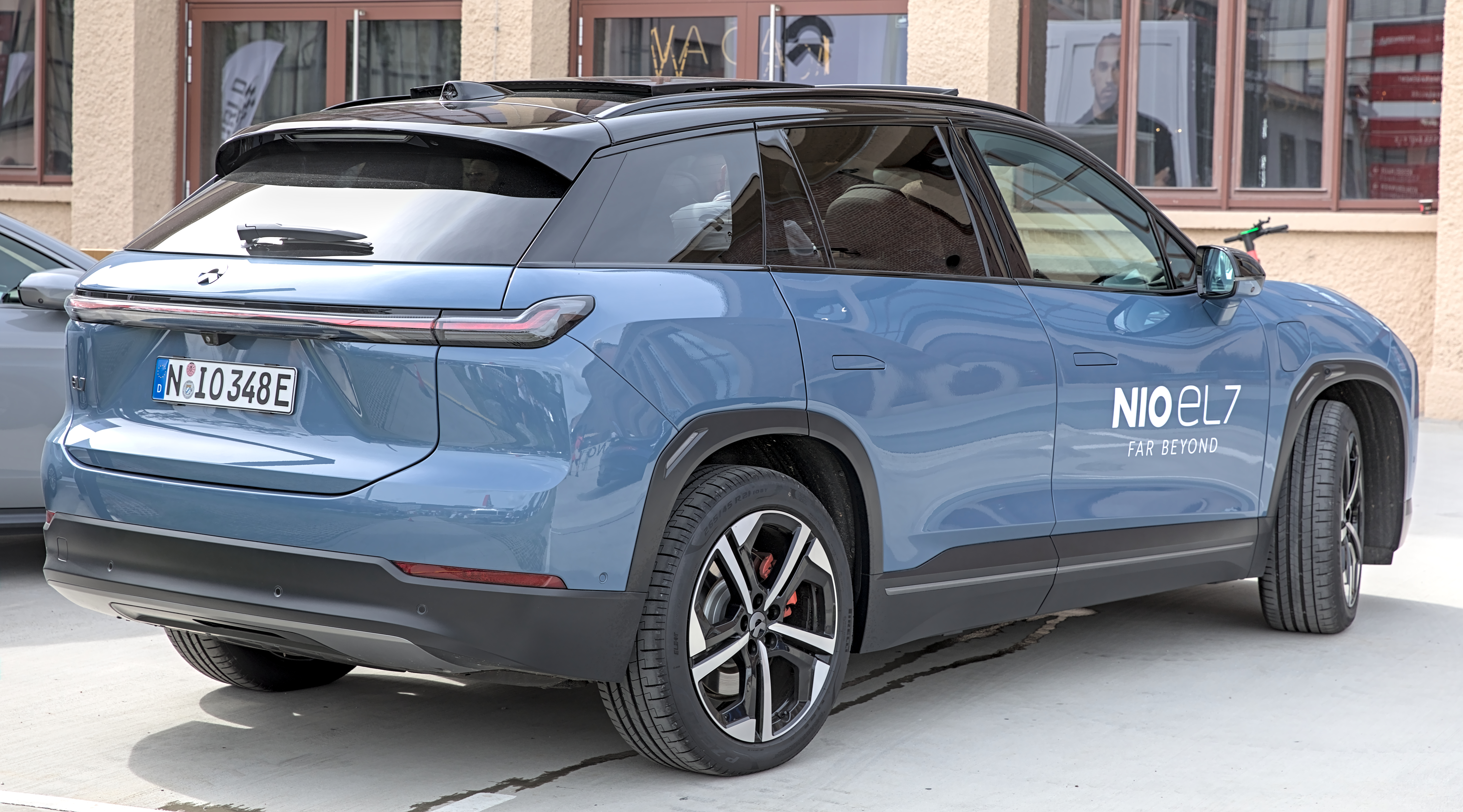
Heckansicht
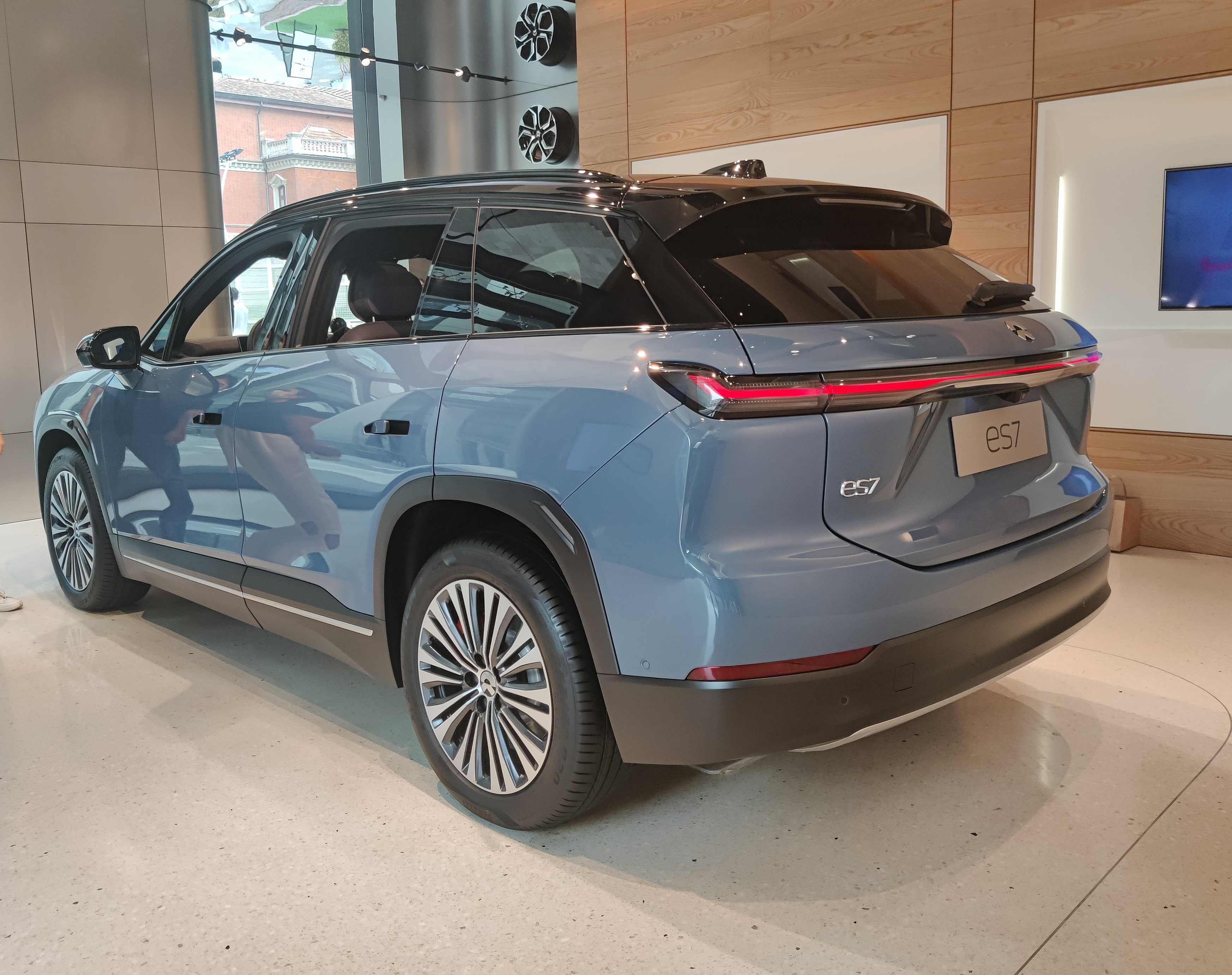
Nio ES7 (seit 2022)
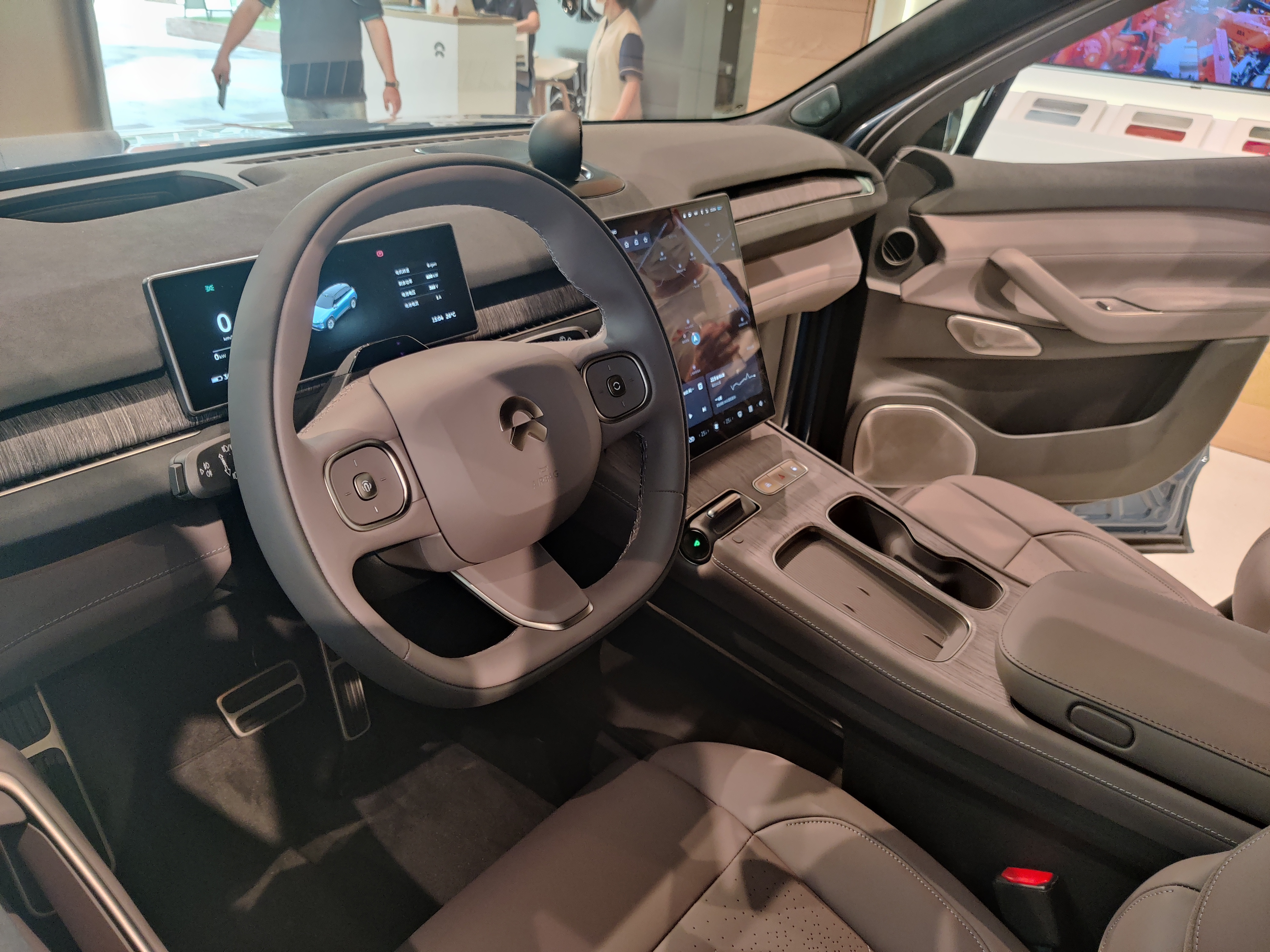
Innenraum

## Sicherheit
2023 verschärfte der Euro NCAP die Kriterien für Crashtests. Der Nio EL7 war gemeinsam mit dem Nio ET5 das erste Fahrzeug, das nach diesen Kriterien auf die Fahrzeugsicherheit getestet wurde. Beide erhielten fünf von fünf möglichen Sternen.

## Technik

### Karosserie
Das Fahrzeug hat einen cw-Wert von 0,263. Zur Geräuschdämpfung wird Doppelverglasung verwendet. Der Kofferraum fasst ohne Umklappen der Rückbank 570 Liter, 658 Liter samt Staufach. Bei umgelegter Rückbank beträgt die Laderaumlänge 1,88 m.

### Antrieb
Der ES7 basiert mit dem Nio ET7 auf derselben Plattform NT2.0 und hat die gleichen Antriebselektromotoren: Der vordere Permanentmagnet-Synchronmotor leistet 180 kW (245 PS), der hintere Induktionsmotor 300 kW (408 PS), so dass sich eine Gesamtleistung von 480 kW (653 PS) ergibt. Das Drehmoment beträgt 850 Nm; es wird auf alle Räder übertragen. Batterien werden zum Marktstart mit den zwei Kapazitäten 75 und 100 kWh angeboten, die auch gemietet statt mitgekauft werden können. Der 75-kWh-Akku (Kaufpreis 12.000 €) ermöglicht gemäß WLTP 390 km Reichweite, der 100-kWh-Akku (Kaufpreis 21.000 €) 509 km. Der Stromverbrauch ist mit 18,3 kWh/100 km im Wettbewerbsvergleich sehr günstig, mit 21-Zoll-Rädern sind es nach WLTP 23,0 kWh/100 km. Später soll noch ein Festkörperakkumulator mit einem Energieinhalt von 150 kWh folgen. Serienausstattung sind 20-Zoll-Räder. Der bei Nio mögliche Akkutausch an einer Wechselstation binnen fünf Minuten ist zunächst nur für den gemieteten 75-kWh-Wechselakku möglich. Sonst kann mit einer Gleichstromladeleistung bis zu 140 kW geladen werden. Weiter bietet das Fahrzeug die Möglichkeit zum bidirektionalen Laden. Es hat zehn Fahrmodi, darunter eines für das Fahren mit Anhänger.

### Fahrwerk
Der ES7 hat an der Vorderachse doppelte Querlenker und an der Hinterachse eine Mehrpunktaufhängung, des Weiteren eine Luftfederung mit fünf verschieden einstellbaren Bodenfreiheiten (Standard 90 Millimeter) und elektronisch gesteuerte Dämpfer.

### Umfelderkennung

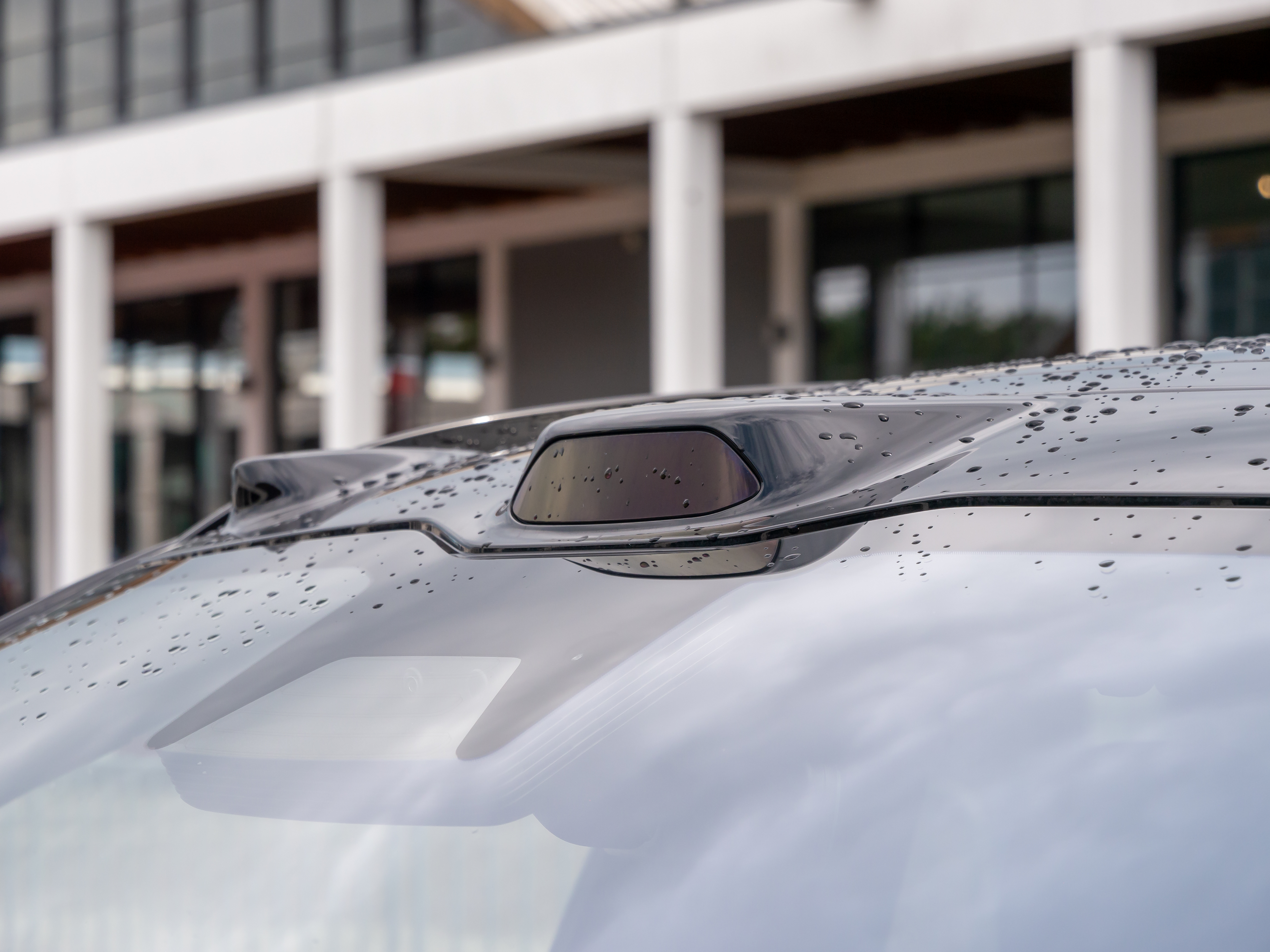
LiDAR-Sensor über der Windschutzscheibe

Darüber hinaus sind fünf Radarmodule und elf Kameras eingebaut, was zukünftig Autonomes Fahren ermöglichen soll, vom Hersteller als NAD (Nio Autonomous Driving)-System bezeichnet. Vorn auf dem Dach befinden sich zwei Kameras links und rechts sowie ein 120-Grad-Lidar in der Mitte (watchtower position). Das gesamte Sensorsystem nennt Nio Aquila.

## Ausstattung
Die Ausstattung umfasst vorn Massagesitze mit Belüftung, hinten jeweils für links und rechts eine stufenlose, elektrische Neigungsverstellung der Lehne um sieben Grad. Für den Beifahrer senkt sich eine Fußstütze elektrisch ab. Der Innenraum wird serienmäßig beduftet. Der Surroundverstärker leistet 1000 W und betreibt 23 Lautsprecher. Es gibt ein etwa 70 cm langes Glasdach. Auch eine ausklappbare Anhängerkupplung ist serienmäßig.

## Technische Daten
|                            | 75 kWh                                                                              | 100 kWh                                                                             | 150 kWh                                                                             |
| -------------------------- | ----------------------------------------------------------------------------------- | ----------------------------------------------------------------------------------- | ----------------------------------------------------------------------------------- |
| Bauzeitraum                | seit 06/2022                                                                        | seit 06/2022                                                                        | ab 2023                                                                             |
| Motorkenndaten             |                                                                                     |                                                                                     |                                                                                     |
| Motorart                   | Induktionsmotor an der Vorder- und Permanentmagnet-Synchronmotor an der Hinterachse | Induktionsmotor an der Vorder- und Permanentmagnet-Synchronmotor an der Hinterachse | Induktionsmotor an der Vorder- und Permanentmagnet-Synchronmotor an der Hinterachse |
| max. Leistung              | vorn: 180 kW (245 PS) hinten: 300 kW (408 PS)                                       | vorn: 180 kW (245 PS) hinten: 300 kW (408 PS)                                       | vorn: 180 kW (245 PS) hinten: 300 kW (408 PS)                                       |
| max. Drehmoment            | vorn: 350 Nm hinten: 500 Nm                                                         | vorn: 350 Nm hinten: 500 Nm                                                         | vorn: 350 Nm hinten: 500 Nm                                                         |
| Kraftübertragung           |                                                                                     |                                                                                     |                                                                                     |
| Antrieb                    | Allradantrieb                                                                       | Allradantrieb                                                                       | Allradantrieb                                                                       |
| Getriebe                   | Festes Übersetzungsverhältnis                                                       | Festes Übersetzungsverhältnis                                                       | Festes Übersetzungsverhältnis                                                       |
| Messwerte                  |                                                                                     |                                                                                     |                                                                                     |
| Höchstgeschwindigkeit      | 200 km/h                                                                            | 200 km/h                                                                            | 200 km/h                                                                            |
| Beschleunigung, 0–100 km/h | 3,9 s                                                                               | 3,9 s                                                                               | 3,9 s                                                                               |
| Batterie                   | Lithium-Ionen-Akkumulator: 75 kWh                                                   | Lithium-Ionen-Akkumulator: 100 kWh                                                  | Festkörperakkumulator: 150 kWh                                                      |
| Reichweite nach WLTP       | 390 km                                                                              | 509 km                                                                              | k. A.                                                                               |
| Reichweite nach CLTC       | 485 km                                                                              | 575–620 km                                                                          | 930 km                                                                              |

## Zulassungszahlen in Deutschland
Seit dem Marktstart bis einschließlich Dezember 2024 wurden in der Bundesrepublik Deutschland insgesamt 221 Nio EL7 neu zugelassen. 
|  |

|  |

|  |

|  |

|  |

|  |

|  |

|  |

|  |

|  |

|  |

|  |

|  |

|  |

|  |

|  |

|  |

|  |

|  |

|  |

|  |

|  |

|  |

|  |

|  |

|  |

|  |

|  |

|  |

|  |

|  |

|  |

|  | Allradantrieb (221) |

|  | Allradantrieb (221) |